# Muabi
Batchikang  est un village du Cameroun situé dans le département du Koupé-Manengouba et la Région du Sud-Ouest. Il fait partie e ie de la commune de Bangem.
siège d'une chefferie traditionnelle de 2eme degré a sa tête Fon  Signe Erman manuel  

## Population
Lors du recensement de 2005, Batchikang comptait 5 600 habitants.

## Infrastructures
Le plan communal de développement 2012-2014 pour la commune de Bangem mentionne le projet de construction d'un centre de santé  dans le village de Batchikang 